# Carlo de Gavardo

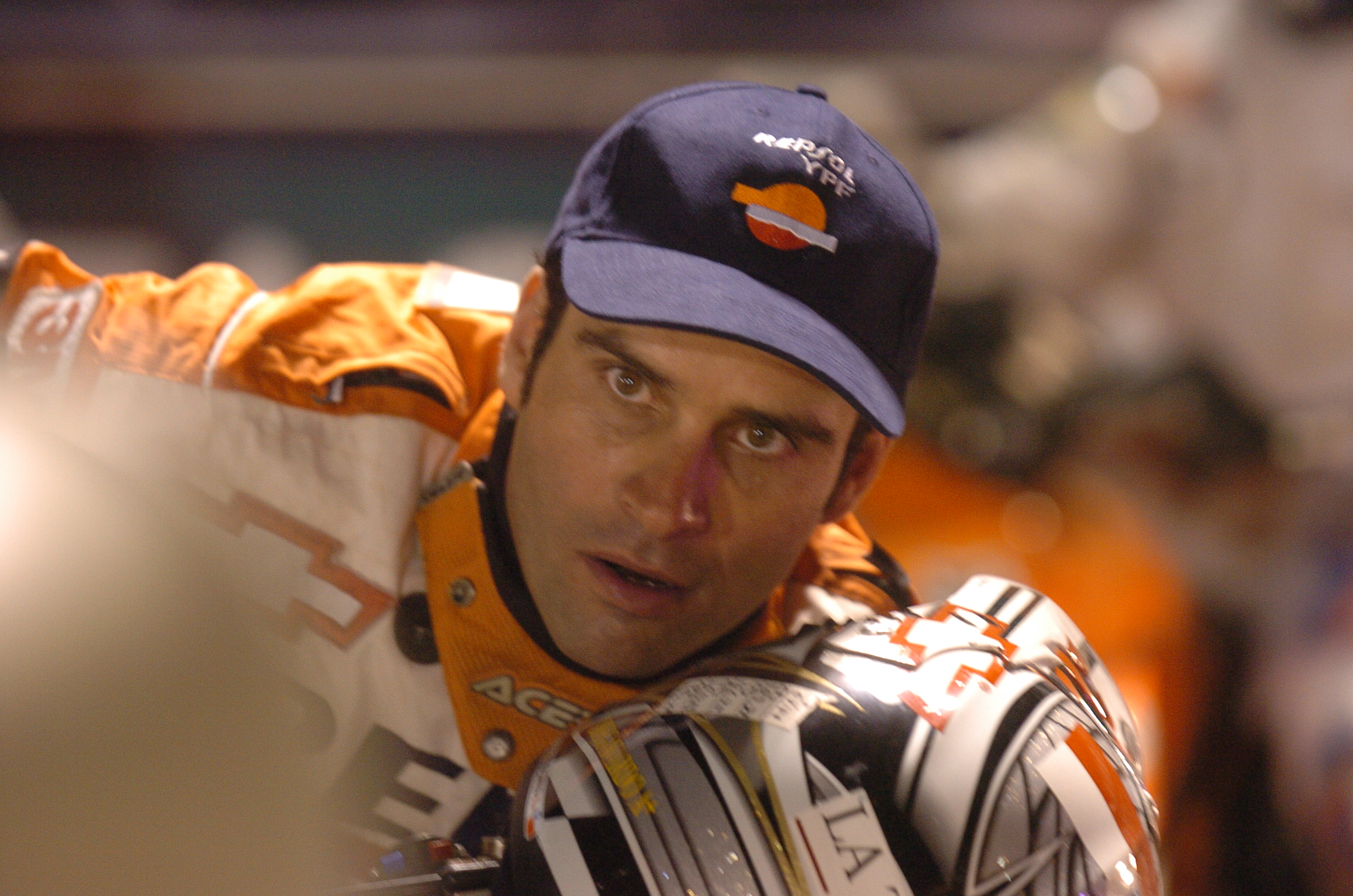
Carlo de Gavardo, 2005

Carlo Alberto de Gavardo Prohen (* 14. Juli 1969 in Santiago de Chile; † 4. Juli 2015 in Buin) war ein chilenischer Motorradrennfahrer, der sich auf Rallye Raid spezialisierte. Er stand sieben Jahre lang bei der KTM unter Vertrag.

## Laufbahn
Seit 1996 nahm er an zwölf Rallye Dakar teil und stand einmal auf dem Podest. Sechsmal gewann er einzelne Etappen. Später nahm er an Rallye Raid Wettbewerben teil, die mit Autos gefahren werden.
Wenige Tage vor seinem 46. Geburtstag starb er am 4. Juli 2015 infolge eines Herzstillstandes, welchen er während einer Radtour erlitt.